# Urban Dub
Gli Urban Dub sono un gruppo musicale dub britannico.

## Formazione
- Mister Roopie
- Doctor Becca
- The Mystic Guru
- Stefi Kay
- Nick Richards
- Clive Austen
- Terry Edwards
- Hieronymus
- Marjorie Paris

## Discografia
- 2000 - Urban Dub (DBHD 020CD)
- 2001 - Blue Gravy: Phase 9 Dub Versions Snuff vs Urban Dub
- 2003 - Urban Dub featuring Fairshare Unity Sound (DBHD 032CD)
- 2007 - Illegal Immigrants (UDUD 964CD)